# Médaille du Conseil canadien de la musique
La Médaille du Conseil canadien de la musique est une distinction de musique classique instituée en 1971 et décernée, jusqu'à ce que le Conseil cesse ses activités en 1990, pour souligner une contribution exceptionnelle à la musique au Canada. 
La médaille a été créée par le sculpteur canadien Charles Daudelin.

## Lauréats
- 1971 : Leo Barkin, Jean-Marie Beaudet (à titre posthume), Serge Garant
- 1972 : John Beckwith, Lionel Daunais, Lois Marshall, R. Murray Schafer, Léopold Simoneau
- 1973 : Lyell Gustin, sir Ernest MacMillan (à titre posthume), Eric McLean, sœur Marie-Stéphane, Jean Papineau-Couture, Gilles Tremblay
- 1974 : François Brassard, Helen Creighton, Luc Lacourcière
- 1975 : Elmer Iseler, Yehudi Menuhin, Wilfrid Pelletier
- 1976 : Alexander Brott, John Cozens, Nicholas Goldschmidt
- 1977 : Helmut Kallmann, Phyllis Mailing, André Prévost
- 1978 : Keith Bissell, Mario Duschenes, Keith MacMillan, Olivier Messiaen, John Weinzweig
- 1979 : Richard W. Cooke, Yvonne Hubert, John Newmark
- 1980 : John Avison, Norma Dickson, Nicholas Koudriavtzeff
- 1981 : Mario Bernardi, Glenn Gould, Nicholas Kilburn
- 1982 : Robert Aitken, Maryvonne Kendergi, Gilles Lefebvre
- 1983 : Rolland Brunelle, Maureen Forrester, Ruby Mercer
- 1984 : Frances James Adaskin, Georges Little, Henry Mutsaers, Ronald Napier
- 1985 : Louise André, Louis Quilico, Peggie Sampson
- 1986 : Franz Kraemer, Paul Loyonnet
- 1987 : Walter Homburger, Gilles Potvin, Simon Streatfeild
- 1988 : Charles Dutoit
- 1989 : Doreen Hall